# Morioka Rjúzó
Morioka Rjúzó (Jokohama, 1975. október 7. –) japán válogatott labdarúgó.
A japán válogatott tagjaként részt vett a 2002-es világbajnokságon.

## Statisztika
| Japán válogatott | Japán válogatott | Japán válogatott |
| Időszak          | Mérk.            | gól              |
| ---------------- | ---------------- | ---------------- |
| 1999             | 7                | 0                |
| 2000             | 14               | 0                |
| 2001             | 11               | 0                |
| 2002             | 2                | 0                |
| 2003             | 4                | 0                |
| Összesen         | 38               | 0                |